# Hucín
Hucín (em húngaro: Gice) é um município da Eslováquia, situado no distrito de Revúca, na região de Banská Bystrica. Tem 12,56 km² de área e sua população em 2018 foi estimada em 934 habitantes.

## Demografia
| Ano:        | 1994 | 2004   | 2014    | 2024   |
| ----------- | ---- | ------ | ------- | ------ |
| Broj ljudi: | 795  | 782    | 913     | 915    |
| Razlika:    |      | -1,63% | +16,75% | +0,21% |

| Ano:               | 2023 | 2024 |
| ------------------ | ---- | ---- |
| Número de pessoas: | 915  | 915  |
| Diferença:         |      | +0%  |